# Cavedine
Cavedine település Olaszországban, Trento megyében. Lakosainak száma 3077 fő (2023. január 1.). Cavedine Cimone, Drena, Dro, Madruzzo, Trento és Villa Lagarina községekkel határos.

## Népesség
A település népességének változása:
| Lakosok száma | 2928 | 2952 | 3077 |
|               | 2017 | 2018 | 2023 |